# Gavce
Gavce so naselje v Občini Šmartno ob Paki, ob železniškem postajališču Paška vas